# Acraspisoides monticola
Acraspisoides monticola är en tvåvingeart som beskrevs av Shaun L. Winterton 2007. Acraspisoides monticola ingår i släktet Acraspisoides och familjen stilettflugor. Inga underarter finns listade i Catalogue of Life.